# Albin Planinc
Albin Planinc (Briše, 18 aprile 1944 – Lubiana, 20 dicembre 2008) è stato uno scacchista sloveno (jugoslavo fino al 1991).

## Principali risultati
Vinse il campionato junores della Slovenia nel 1962, e il Campionato sloveno assoluto nel 1968 e 1971. Nel 1972 ottenne il titolo di Grande maestro.
Nel 1969, pressoché sconosciuto a livello internazionale e senza alcun titolo FIDE, vinse il fortissimo Vidmar Memorial di Lubiana, davanti a Gligorić, Byrne e altri cinque Grandi Maestri.
Il suo miglior risultato è stato però il primo posto, alla pari con Petrosian, nel
torneo di Amsterdam 1973 (IBM), davanti tra gli altri a Lubomir Kavalek, Boris Spassky e László Szabó.
Partecipò con la Jugoslavia alle Olimpiadi di Nizza 1974, realizzando (+9 –1 =5) in quarta scacchiera. Vinse la medaglia d'argento di squadra.
Altri risultati di rilievo furono la vittoria nel torneo di Varna 1971, il secondo-terzo posto a Skopje 1978 e il secondo-terzo posto a Štip nel 1979. In seguito abbandonò le competizioni a causa di problemi di depressione. Trascorse gli ultimi anni della sua vita in una clinica di Lubiana.
Planinc era un giocatore con uno stile molto originale, con un grande talento combinativo. Nella Penguin Encyclopedia of Chess il grande maestro Raymond Keene scrive di lui: "Predilige le varianti di apertura secondarie, alle quali infonde nuova vita con la sua grande inventiva".
Era uno specialista della variante di Arcangelo della Partita spagnola (1. e4 e5 2. Cf3 Cc6 3. Ab5 a6 4. Aa4 b5 5. Ab3 Ab7), con la quale ottenne numerose vittorie.

## Partite notevoli
- Rajko Bogdanović - Albin Planinc (Novi Sad 1965)   – Francese Winawer C16
- Albin Planinc - Florin Gheorghiu (Vidmar Memorial 1969)[2]  – Siciliana var. Najdorf B94
- Ljubomir Ljubojević - Albin Planinc (Vrsac 1971)  – Spagnola var. Arcangelo C78
- Albin Planinc - Miguel Najdorf (Wijk aan Zee 1973)  – Siciliana var. Najdorf B99
- Dragoljub Minić - Albin Planinc (Zagabria 1975)  – Spagnola var. Arcangelo C78
- Rafael Vaganian - Albin Planinc (Hastings 1975)  – Inglese simmetrica A32